# Cephaloscyllium speccum
Cephaloscyllium speccum es una especie de peces de la familia Scyliorhinidae en el orden de los Carcharhiniformes.

## Morfología
• Los machos pueden llegar alcanzar los 68 cm de longitud total.

## Hábitat
Es un pez de mar y de clima tropical que vive entre 150-455 m de profundidad.

## Distribución geográfica
Se encuentra en Australia